# Bertoldo I di Brisgovia
Bertoldo I, meglio conosciuto come Bezelino (Brisgovia, 933 circa – Capo Colonna, 13 luglio 982), è stato un nobile tedesco, 1º conte di Brisgovia e balivo di Basilea. Fu probabilmente anche 1º conte della nobile casata degli Zähringen, nonché il primo in assoluto nella scala dei reggenti di Baden. Possedette anche diversi terreni situati nelle vicinanze del castello di Teck, e nell'altopiano di Baar nei dintorni di Villingen.

## Biografia
È noto alle cronache per aver partecipato al fianco dell'imperatore Ottone II contro i musulmani dell'Emirato di Sicilia, guidati da Abu l-Qasim Ali, che stavano invadendo la Calabria. Rimase ucciso nella battaglia di Capo Colonna il 13 luglio 982.